# Fiat-Revelli Mod. 1914
La Fiat-Revelli Mod.1914 (ou simplement Fiat Mod. 14) était une mitrailleuse moyenne adoptée par l'Armée royale italienne (Regio Esercito italiano) pendant la Première Guerre mondiale. 
C'est de loin l'arme automatique la plus utilisée pendant la Grande Guerre.

## Histoire
La conception de cette arme remonte à 1910, lorsque Abiel Revelli a décidé de modifier la mitrailleuse obsolète Perino Mod. 1908. Le prototype a été soumis à un concours organisé par le Regio Esercito, qui a été remporté par Maxim. En juin 1913, à Nettuno, l'état-major de l'armée teste à nouveau la mitrailleuse et, cette fois, le juge conforme aux exigences ; toutefois, ce bon résultat ne se traduit pas par une commande en raison de l'inconvénient de devoir former les mitrailleurs sur deux modèles différents. En raison du retard de livraison des 920 Maxim commandés (dont seulement 609 ont été livrés), en novembre 1914, l'état-major de l'armée réévalue pour la troisième fois la mitrailleuse Fiat, qui est finalement commandée et devient la mitrailleuse standard de la Grande Guerre, beaucoup plus populaire que les Maxim et les Saint-Étienne modèle 1907. Il a en effet été produit à 37 500 exemplaires par la Società Metallurgica Bresciana et à 10 000 exemplaires par Fiat, jusqu'aux environs de 1920. La première livraison a eu lieu le 10 mai 1915. La mitrailleuse a été distribuée à la cavalerie et à l'infanterie, à la fois aux compagnies de mitrailleurs de bataillon et aux bataillons de mitrailleurs. Fiat a produit la Fiat Mod. 14 tipo Aviazione, qui a équipé de nombreux types de bombardiers. Une installation anti-aérienne était également prévue, avec le "support anti-aérien type Valente" .
Lors des essais sur le champ de bataille, même dans des conditions climatiques et opérationnelles extrêmes, l'arme s'est avérée robuste, avec une mécanique rustique et une balistique adéquate. En revanche, il était trop lourd, principalement en raison du système de refroidissement par eau. De plus, le système d'alimentation, équipé d'une pompe à huile qui lubrifiait chaque balle avant qu'elle ne soit chambrée, était enclin à se bloquer, car l'huile se combinait à la poudre qui entrait dans le mécanisme, créant une pâte granuleuse qui provoquait le blocage du mécanisme.
Déployé dans les années 1920 et 1930 dans la soi-disant reconquête de la Libye, le Mod. 14 était encore la mitrailleuse italienne standard pendant les guerres d'Espagne et d'Ethiopie. Cependant, à la lumière des nouvelles doctrines opérationnelles, les limites de cette arme devenaient apparentes, principalement en raison de son poids excessif et de son système d'alimentation peu fiable. En outre, le calibre 6,5 mm, tout en assurant la standardisation avec celui des fusils Carcano Mod. 91 (avec des répercussions positives évidentes sur la chaîne d'approvisionnement), s'est avéré trop peu performant sur les nouveaux champs de bataille dynamiques. Le Regio Esercito, tout en commençant l'acquisition du nouveau Breda Mod. 37 en calibre 8 mm, décida d'exploiter les nombreux fusils Mod. 14 encore disponibles en les convertissant au nouveau calibre et en modifiant les aspects qui s'étaient révélés les plus critiques. Ainsi, en 1935, la modification des canons au nouveau modèle Fiat Mod. 14/35 de 8 mm a commencé, avec refroidissement par air et alimentation par courroie. Les premières armes ainsi modifiées ont équipé les chars, puis progressivement l'infanterie. Cependant, la transformation en 1940 n'était pas encore terminée, de sorte que certains régiments sont entrés en guerre encore équipés du Mod. 14 original.
En plus d'être utilisé comme arme de campagne, le Fiat Mod. 14 a également armé les voitures blindées Lancia 1Z et les deux chars lourds Fiat 2000. Bien que le modèle pour l'aviation Fiat Mod. 14 tipo Aviazione à refroidissement par air ait été développé, la version standard à refroidissement par eau était toujours utilisée dans les installations anti-aériennes de secours et sur les dirigeables.

## Caractéristiques
L'arme utilise un système de fermeture souple avec un délai d'ouverture. Lorsque le coup est tiré, le canon et la culasse reculent ensemble pendant un court instant; le canon est arrêté et reculé par son ressort, tandis que la culasse poursuit sa course rétrograde en extrayant la douille usagée. Lorsque la culasse a dissipé l'énergie du recul, un système de bras et de ressort la ramène à l'avant, insérant une nouvelle cartouche tirée. Le système d'alimentation consiste en un magasin de type cassette avec 10 compartiments contenant chacun 5 cartouches. Le chargeur est inséré par le côté gauche dans le récepteur et lorsqu'un compartiment est vide, un cliquet activé par le recul du canon fait glisser le chargeur latéralement, alignant le compartiment suivant. Un graisseur lubrifie les cartouches avec de l'huile d'olive. Le fusil est tiré avec le percuteur armé. Le viseur est composé d'une glissière sur le récepteur et d'un viseur avant sur le manchon du récepteur. Un sélecteur de tir à trois positions permet de choisir entre sécurité, tir intermittent et tir libre. Le canon est refroidi par eau; le manchon de refroidissement existe en deux versions, l'une lisse et l'autre ondulée avec des nervures de raidissement pour augmenter la dissipation de la chaleur. Le manchon est relié par deux tuyaux à un tambour avec une pompe manuelle qui permettait de faire recirculer l'eau. Le trépied, avec des pieds avant repliables, a une portée de 22° et une élévation de -35° à +25°. Le basculeur est réglable à des hauteurs de 650, 550 et 450 mm.

## Sources
- (en) Cet article est partiellement ou en totalité issu de l’article de Wikipédia en anglais intitulé « Fiat–Revelli Modello 1914 » (voir la liste des auteurs).
- (en) Popenker, Maxim (2015). "Modern Firearms: FIAT-Revelli M1914 and M1914/35 machine gun (Italy)". World Guns.
- (en) Segal, Robert G. (10 January 2012). "FIAT Revelli Modello 1914". Small Arms Defense Journal. 3 (2